# مقاطعة جاسين
مقاطعة جاسين، وكانت سابقاً تُعرف باسم المقاطعة الجنوبية, هي واحدة من الهيئات الإدارية الثلاث في المقاطعة في ملقا، ماليزيا. يحدها مقاطعة تانغكاك في ولاية جوهر شرقاً، ومقاطعة تامبين في نكري سمبيلن شمالاً ومقاطعة ألور غاجاه ومقاطعة ملقا تنغاه غرباً. عاصمة المقاطعة هي مدينة جاسين.

## التاريخ
بدأ تأسيس جاسين منذ أن أنشأ السكان المحليون مستوطنة صغيرة. اختاروا منطقة بالقرب من النهر بشكل أساسي لتوفير المياه والاتصالات والأغراض الزراعية. للحفاظ على الحياة، زرعوا الأرز والخضروات والفواكه.[بحاجة لمصدر]